# Anine Thoresen
Anine Thoresen (2 settembre 2001) è una sciatrice alpina norvegese.

## Biografia
Attiva in gare FIS dal novembre del 2017, la Thoresen ha esordito in Coppa Europa il 6 dicembre 2018 a Kvitfjell in supergigante (55ª); non ha debuttato in Coppa del Mondo né preso parte a rassegne olimpiche o iridate.

## Palmarès

### Coppa Europa
- Miglior piazzamento in classifica generale: 123ª nel 2025

### Campionati norvegesi
- 2 medaglie:
  - 1 argento (slalom speciale nel 2020)
  - 1 bronzo (slalom gigante nel 2020)